# پاپا ومبا
جولز شونگو ومبادیو پینه کیکومبا  (14 ژوئن 1949 - 24 آوریل 2016)، که با نام هنری ‌پاپا ومبا شناخته می‌شود ( تلفظ فرانسوی: [papa wɛmba] )، خواننده و نوازندهٔ کنگویی بود که رومبای کنگو ، سکوس و نومبولو می نواخت.  او که «پادشاه رومبا راک» لقب گرفت،  یکی از محبوب‌ترین نوازندگان زمان خود در آفریقا بود و نقش مهمی در موسیقی ملل داشت . او همچنین یک نماد مد بود که ظاهر و استایل ساپه را از طریق گروه موسیقی خود به نام ویوا لا موزیک ،    که به همراه آنها روی سن می‌رفت، ترویج کرد. 

## تاریخ موسیقی

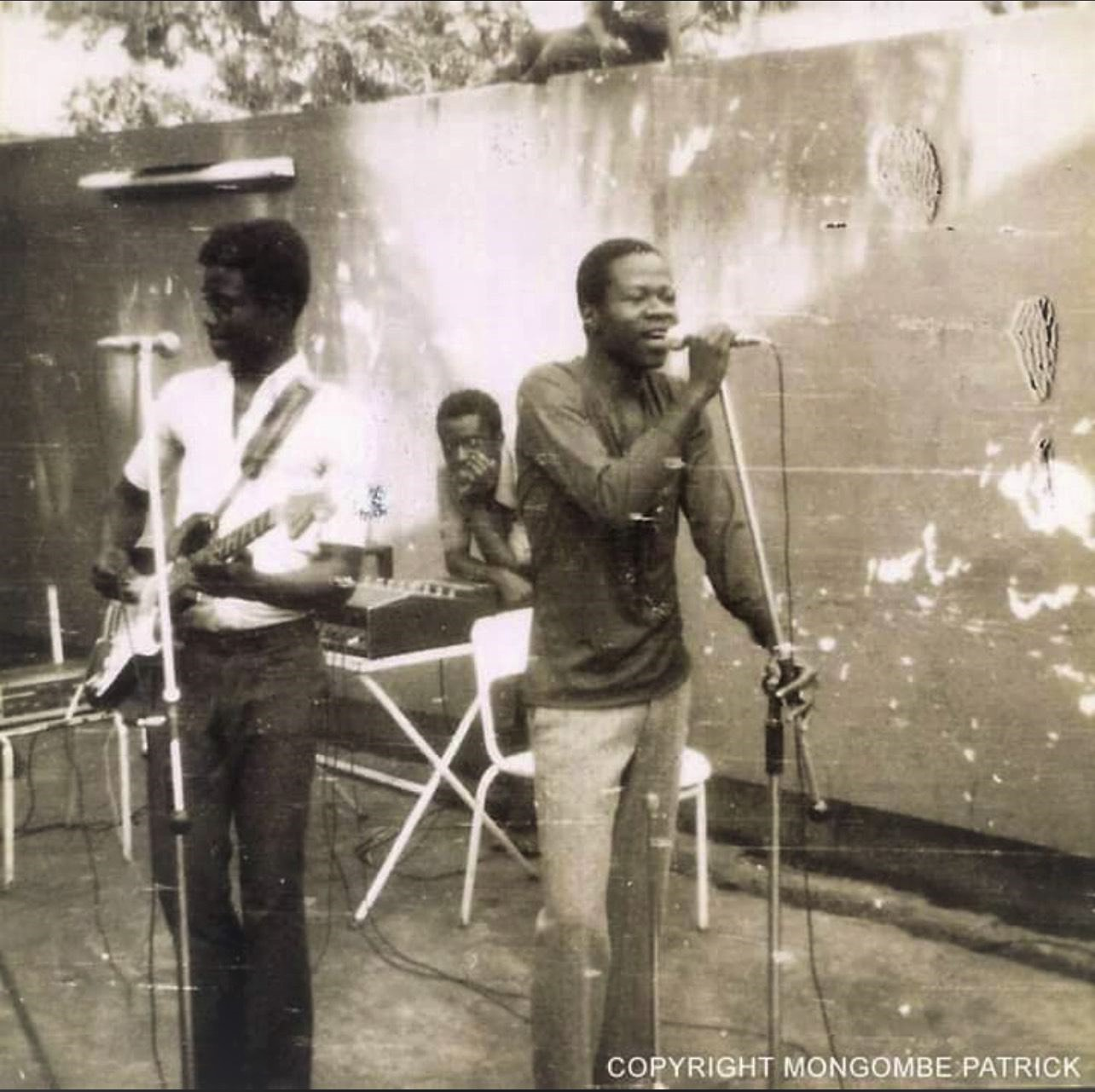
تصویر دیگری از او در حال خوانندگی در دهه 1970

راه شهرت و شهرت پاپا ومبا زمانی آغاز شد که او در اواخر دهه 1960 به گروه موسیقی زایکو لانگا لانگا پیوست. به دنبال موفقیت او به عنوان یکی از اعضای مؤسس ایسیفی لوکول و سپس یوکا لوکول ،  یک دوره کوتاه به عنوان عضو آفریسا اینترنشنال با آنها همراه شد.   او در مراحل اولیهٔ فعالیت هنری، سبکی را ایجاد کرد که شامل رومبا و سوکوس سنتی کنگو بود. در این سبک صداهای سنتی آفریقایی، ریتم‌های کارائیب، راک و سول القا می‌شود.  اما ومبا با گروه خود ویوا لاموزیکا به موفقیت و جایگاه بین المللی دست یافت؛ به ویژه پس از اینکه او گروه خود را در اوایل دهه 1980 به پاریس، فرانسه برد. در آنجا بود که پاپا ومبا توانست  تحت تأثیر موسیقی عامه‌پسند غربی که منعکس‌کنندهٔ طعم و سبک "یوروپاپ " بیشتر به "صدای التقاطی" در کار خود دست یابد. 